# Arhansus
Arhansus (baskisch Arhantsusi) ist eine französische Gemeinde mit 67 Einwohnern (Stand 1. Januar 2022) im Département Pyrénées-Atlantiques in der Region Nouvelle-Aquitaine. Die Gemeinde gehört zum Arrondissement Bayonne und zum Kanton Pays de Bidache, Amikuze et Ostibarre (bis 2015: Kanton Iholdy).
Die Bewohner werden Arhantsusiar oder Arhantsusitar genannt.

## Geographie
Arhansus liegt circa 65 Kilometer südöstlich von Bayonne im französischen Teil des Baskenlands. Es ist Teil des Pays d’Ostabarret in der historischen Provinz Nieder-Navarra.
Umgeben wird die Gemeinde von den Nachbargemeinden:
- Uhart-Mixe im Norden,
- Pagolle und Juxue im Süden sowie
- Ostabat-Asme im Nordwesten.

Arhansus liegt im Einzugsgebiet des Flusses Adour etwas erhöht am rechten Ufer der Bidouze.

## Geschichte
Frühgeschichtliche Wallburgen deuten auf eine frühe Besiedlung des Landstrichs hin. Der Ortsname taucht im Jahre 1160 in der Form aranchus in den Schriften auf, 1291 als arhanssus, 1305 als eransus. Einen Wachstumsschub erfuhr die Siedlung nach der Errichtung der Ortskirche im 15. Jahrhundert.

### Einwohnerentwicklung
| Jahr      | 1962 | 1968 | 1975 | 1982 | 1990 | 1999 | 2006 | 2009 | 2014 |
| --------- | ---- | ---- | ---- | ---- | ---- | ---- | ---- | ---- | ---- |
| Einwohner | 109  | 95   | 102  | 97   | 98   | 81   | 72   | 74   | 70   |

## Sehenswürdigkeiten

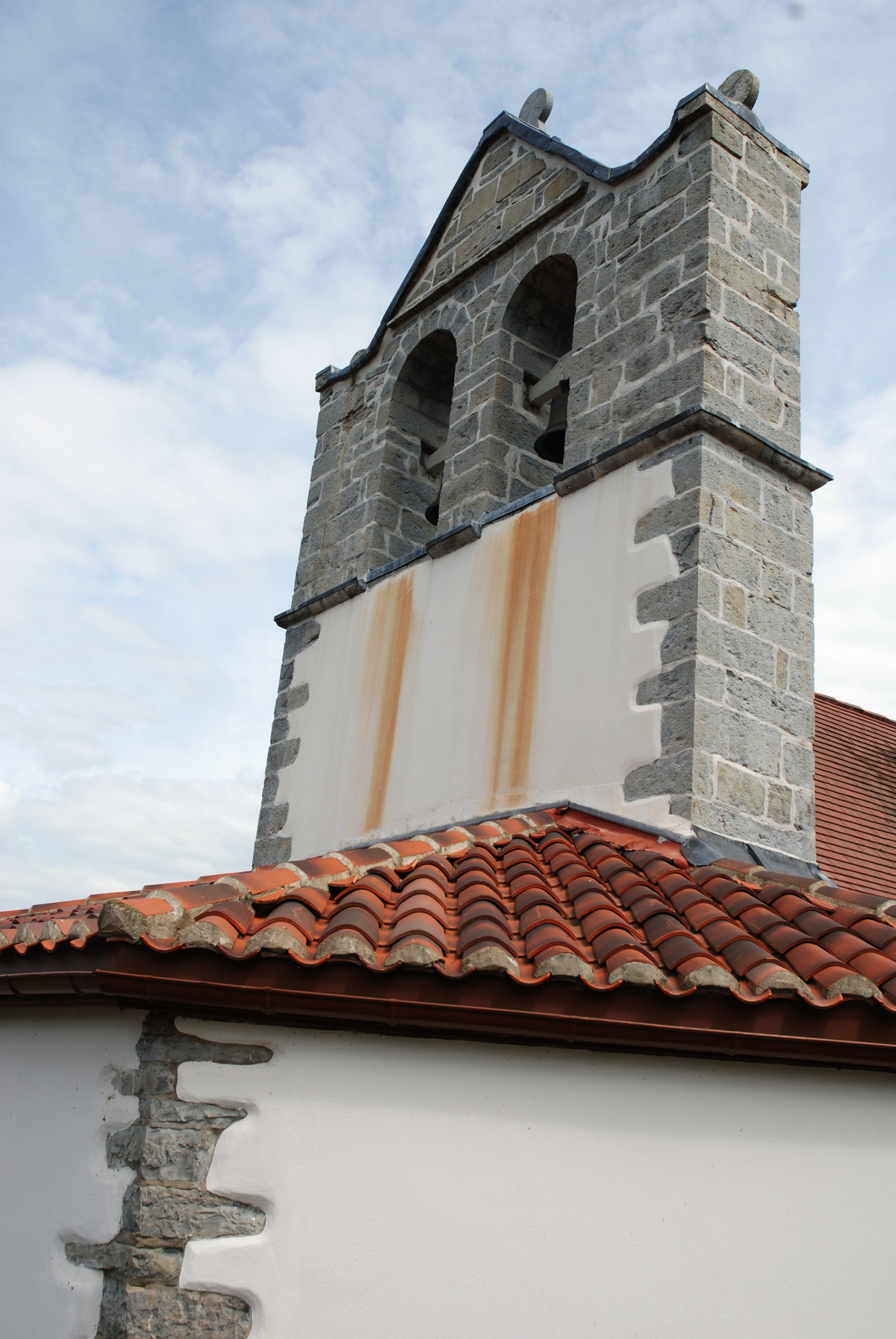
Kirche Saint-Etienne von Arhansus

- Kirche Saint-Etienne von Arhansus, gewidmet dem heiligen Stephanus. Sie ist im Mittelalter auf der Anhöhe des Dorfes mit einer Architektur versehen, die charakteristisch für das ländliche Baskenland ist. Ein spezielles Merkmal sind drei scheibenförmige Grabstelen, die jeweils auf den Spitzen des Glockengiebels als Fialen bei einer der umfangreichen Restaurierungen im 19. und 20. Jahrhundert aufgesetzt sind. Anstatt den Giebel in der überlieferten Form wiederherzustellen, sind verlassene Grabstelen vom benachbarten Friedhof einer neuen Bestimmung zugeführt worden. Der Friedhof bewahrt dennoch weiterhin viele Beispiele dieser besonderen baskischen Tradition.[7][8]

Hilarri auf dem Friedhof von Arhansus
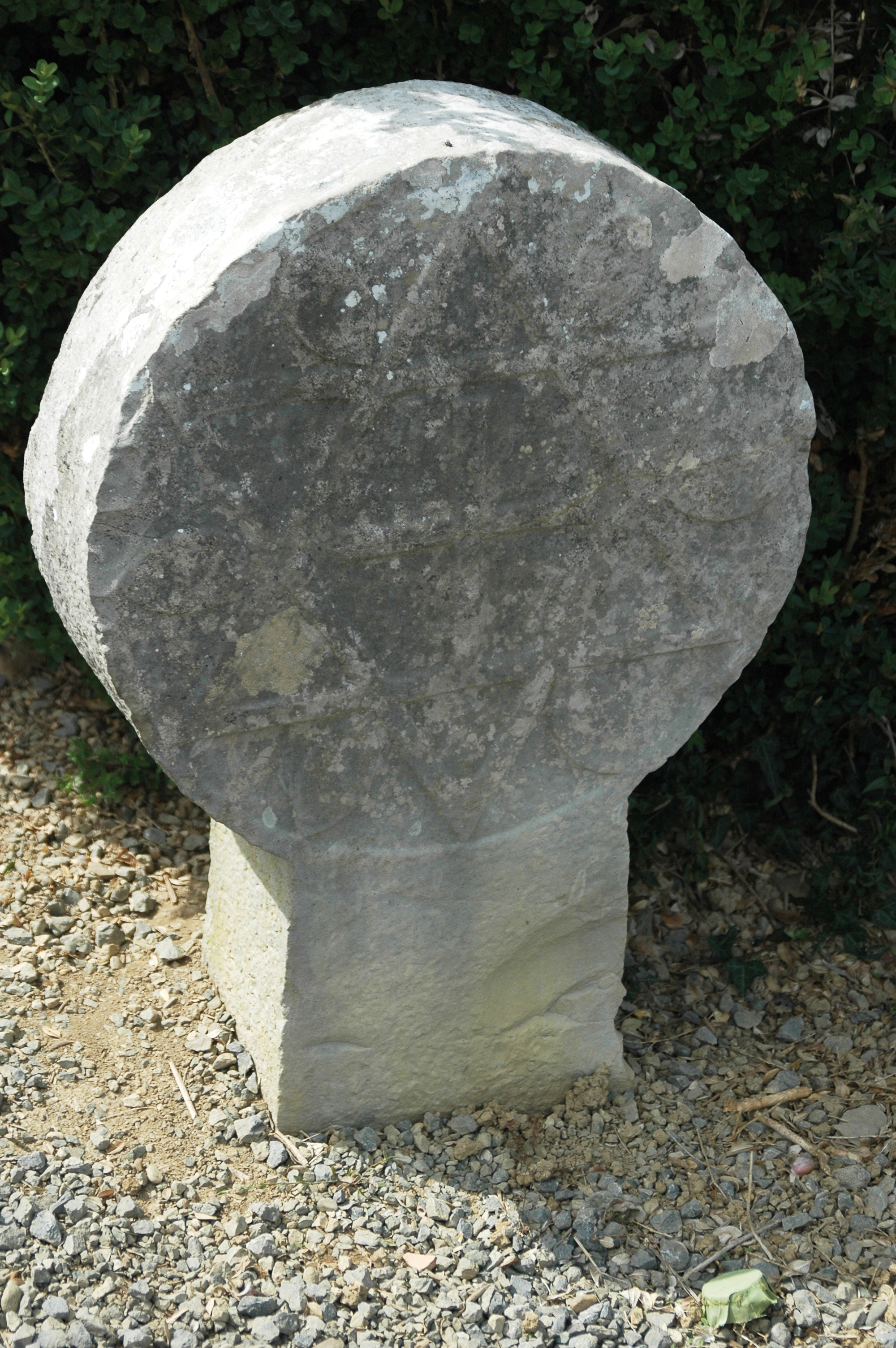
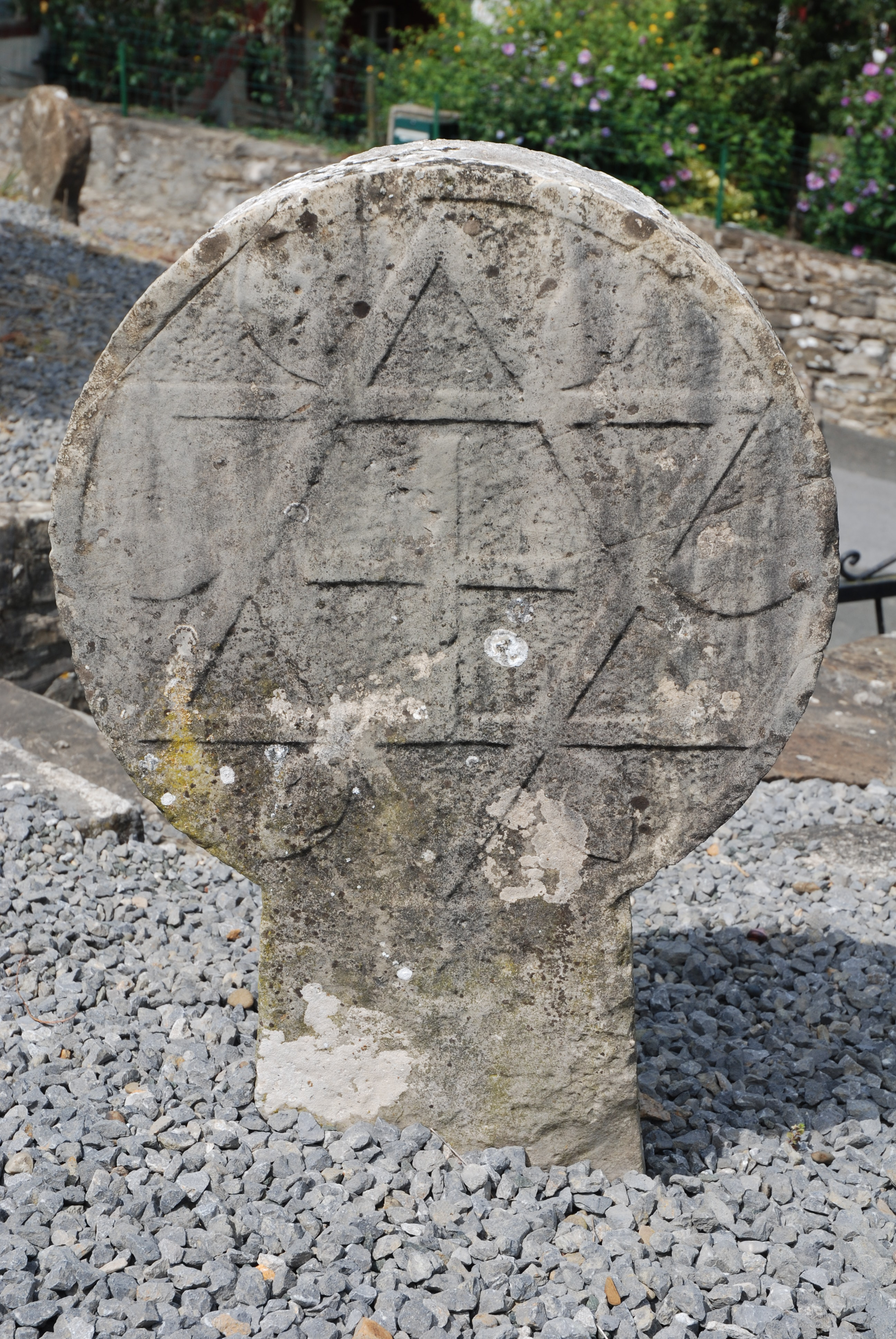
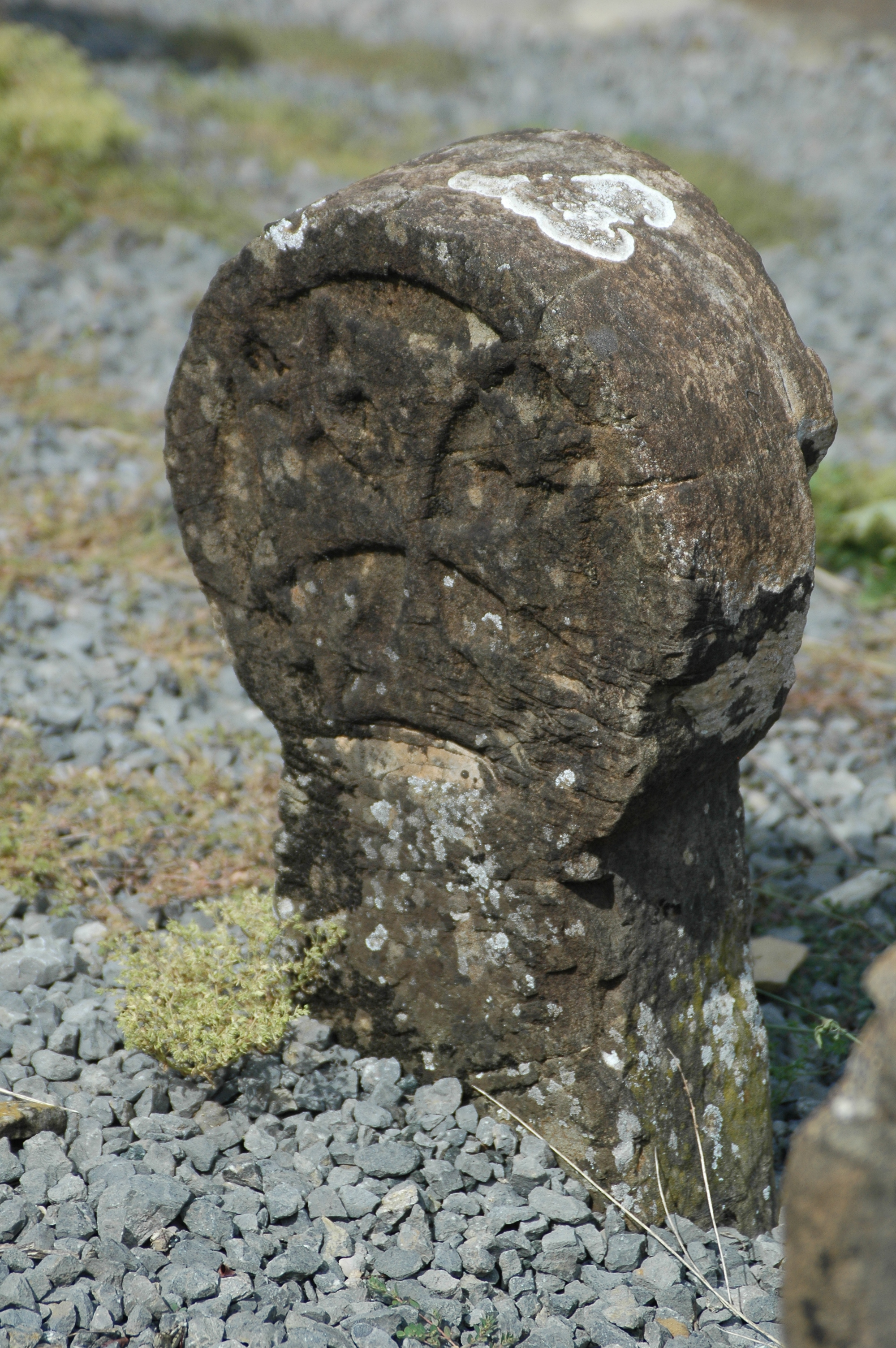
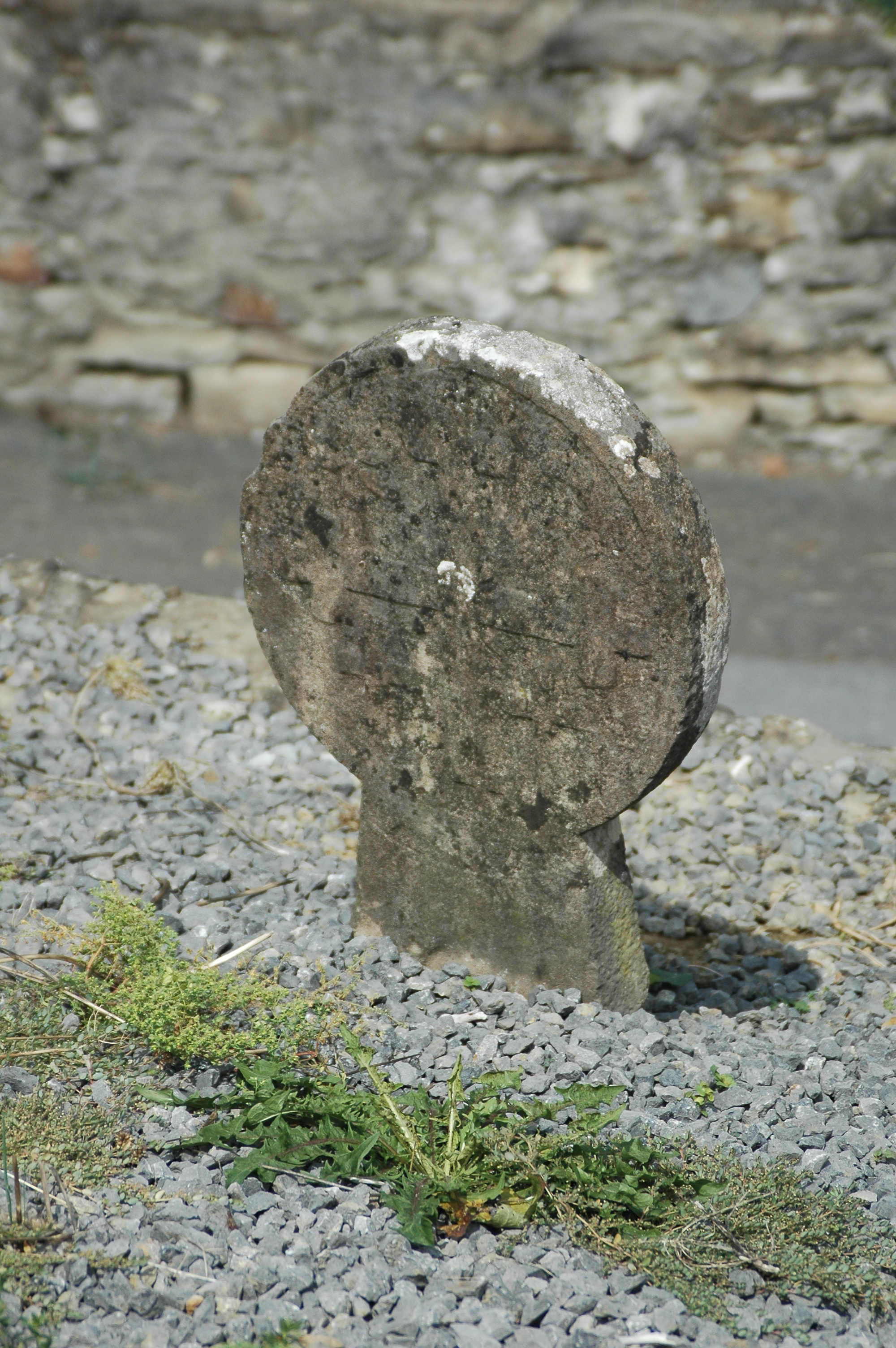
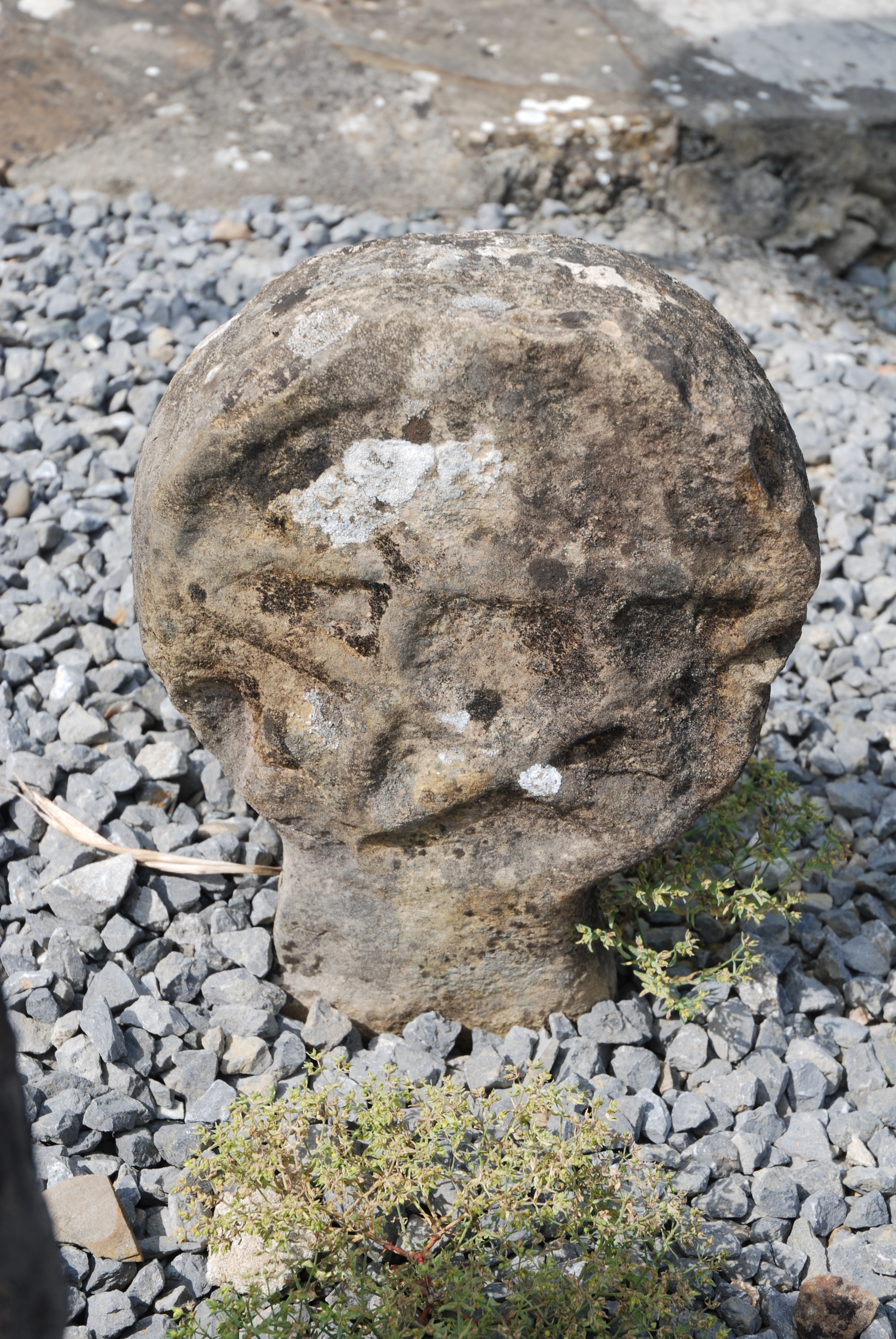
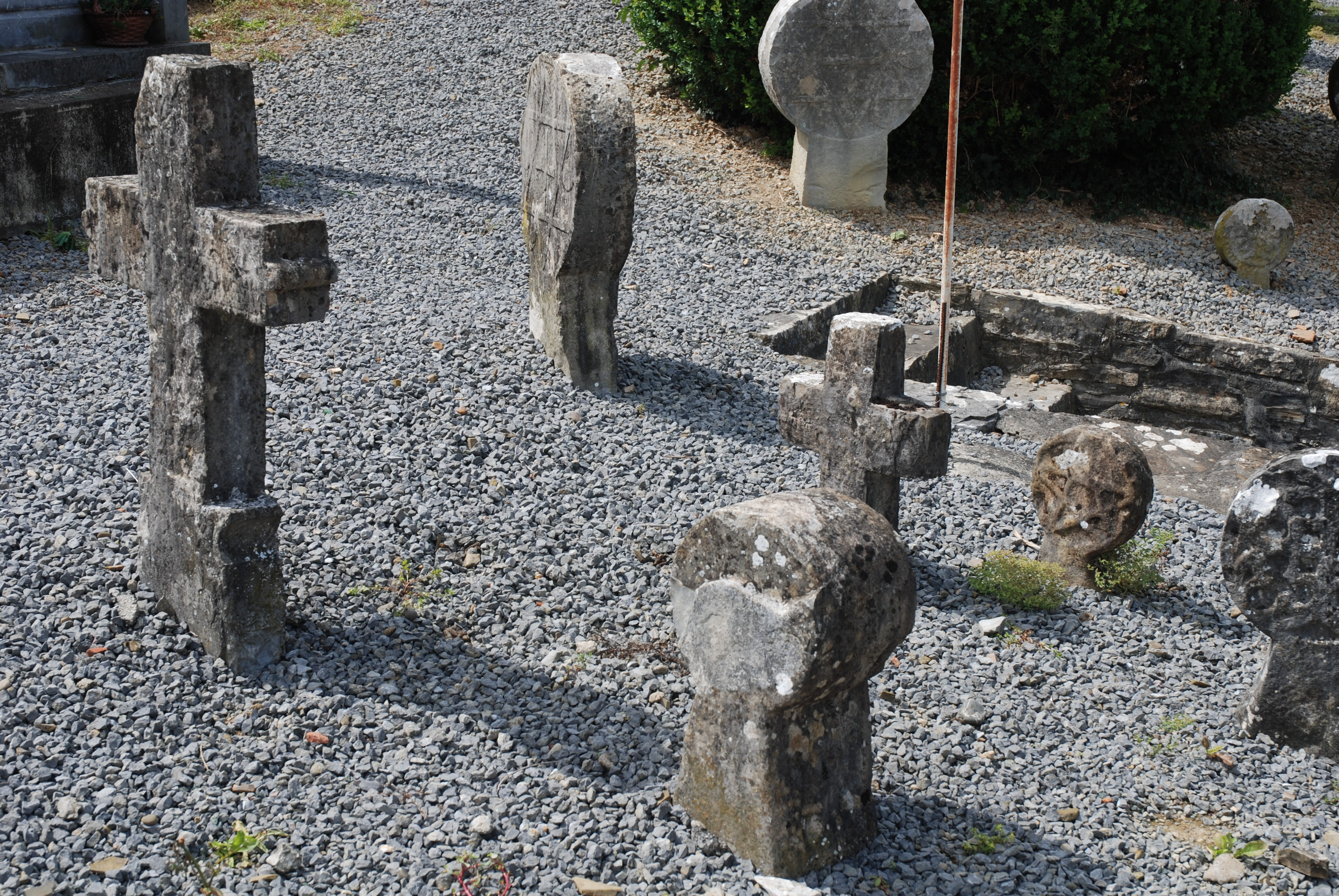
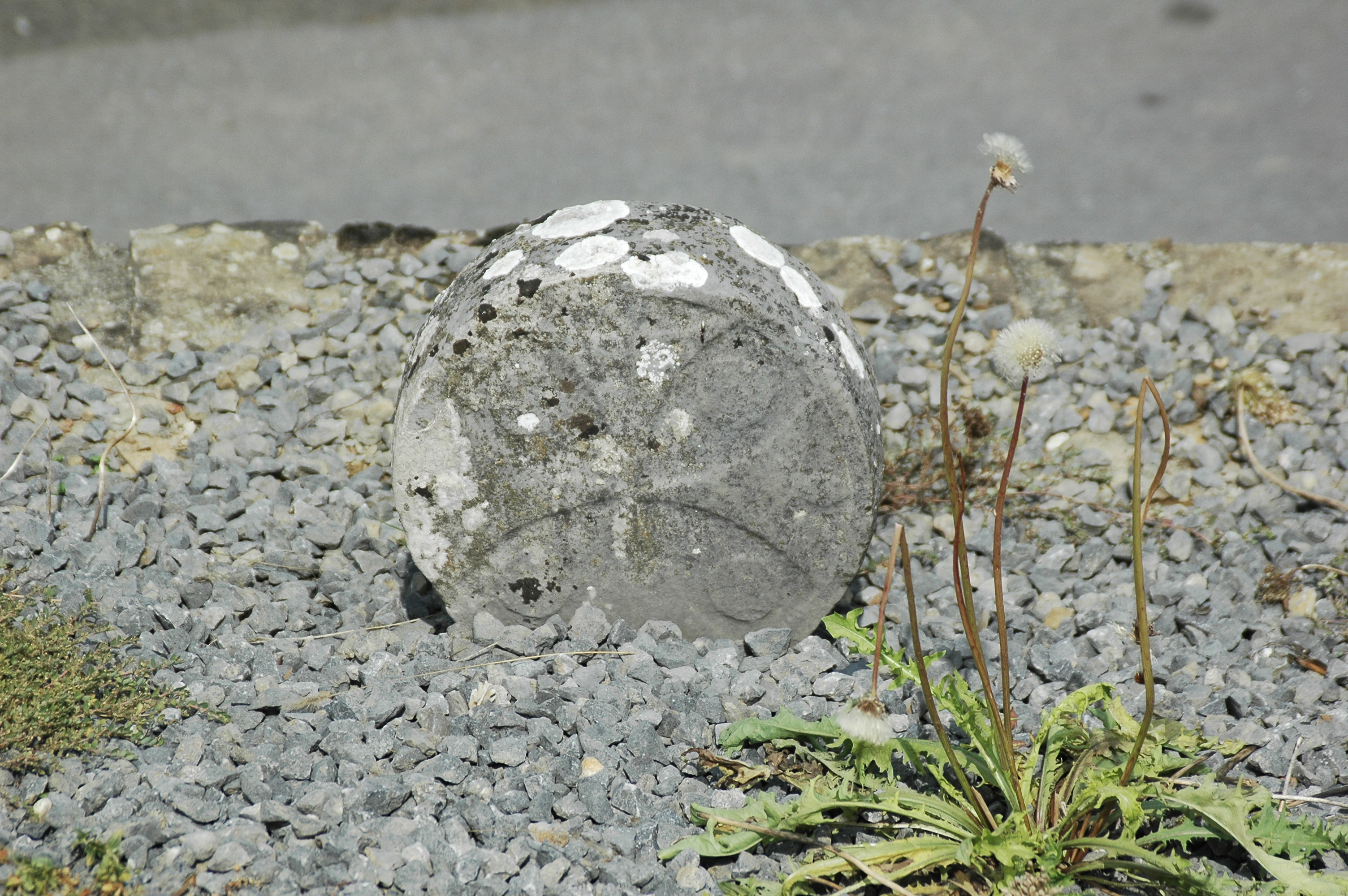
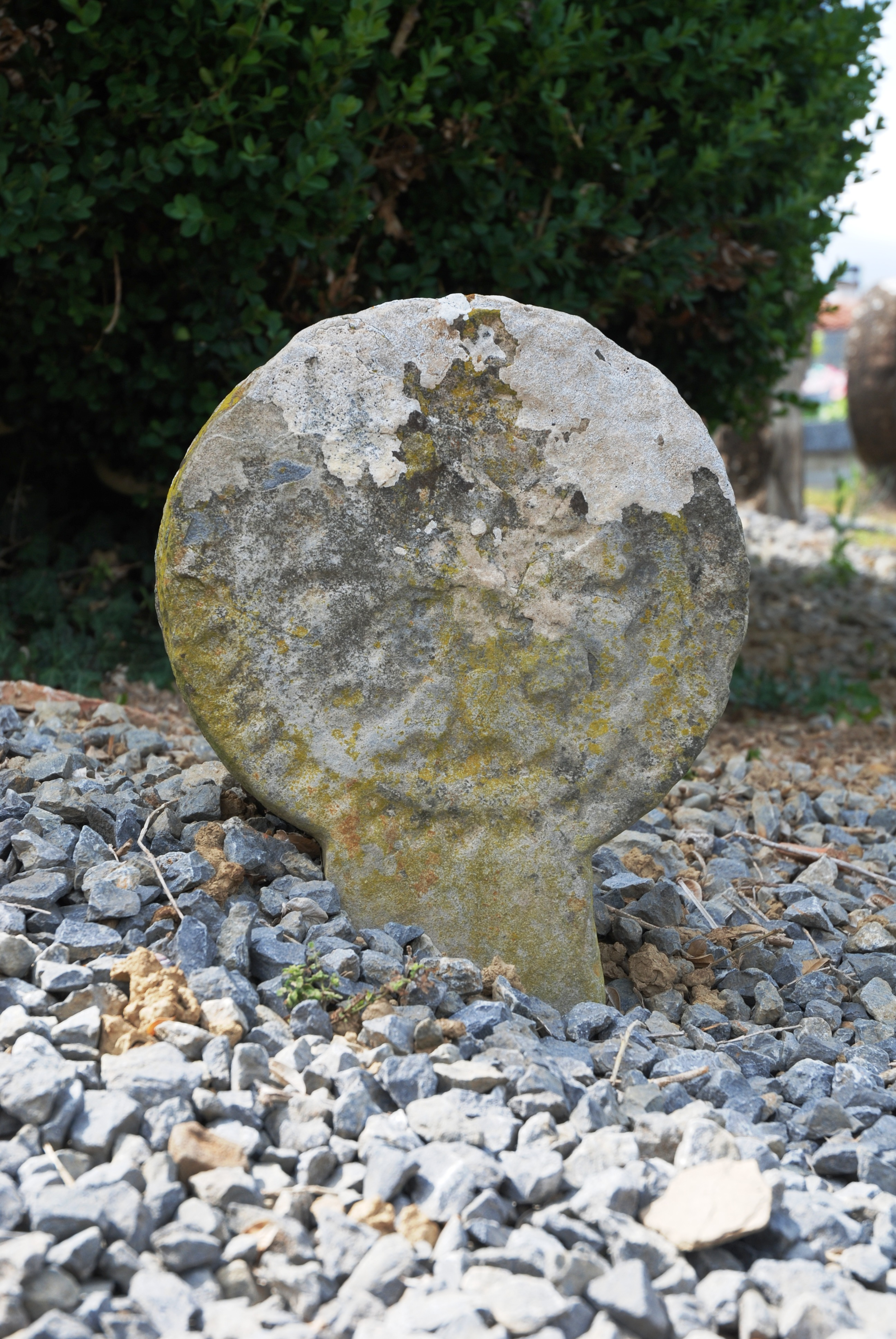
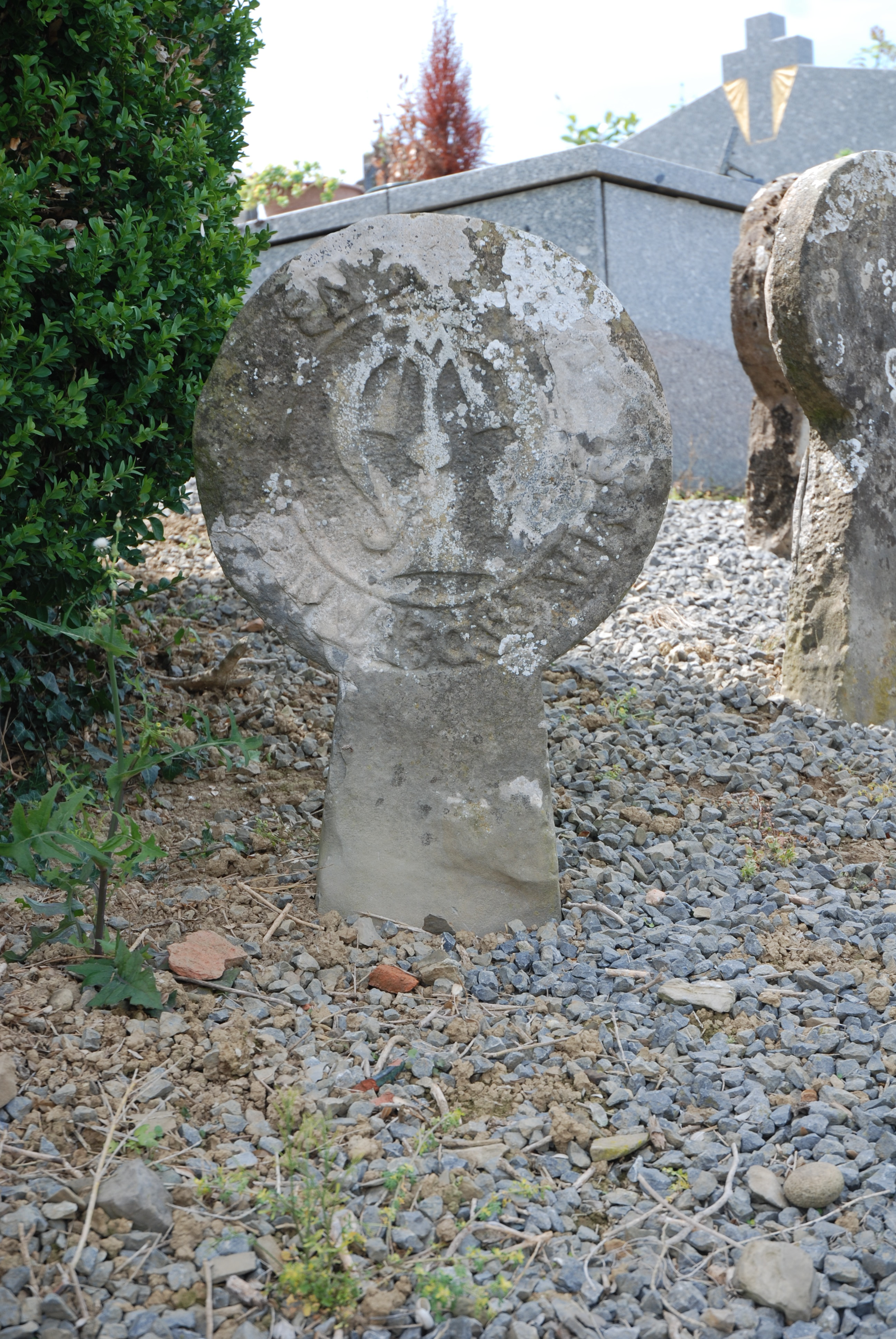
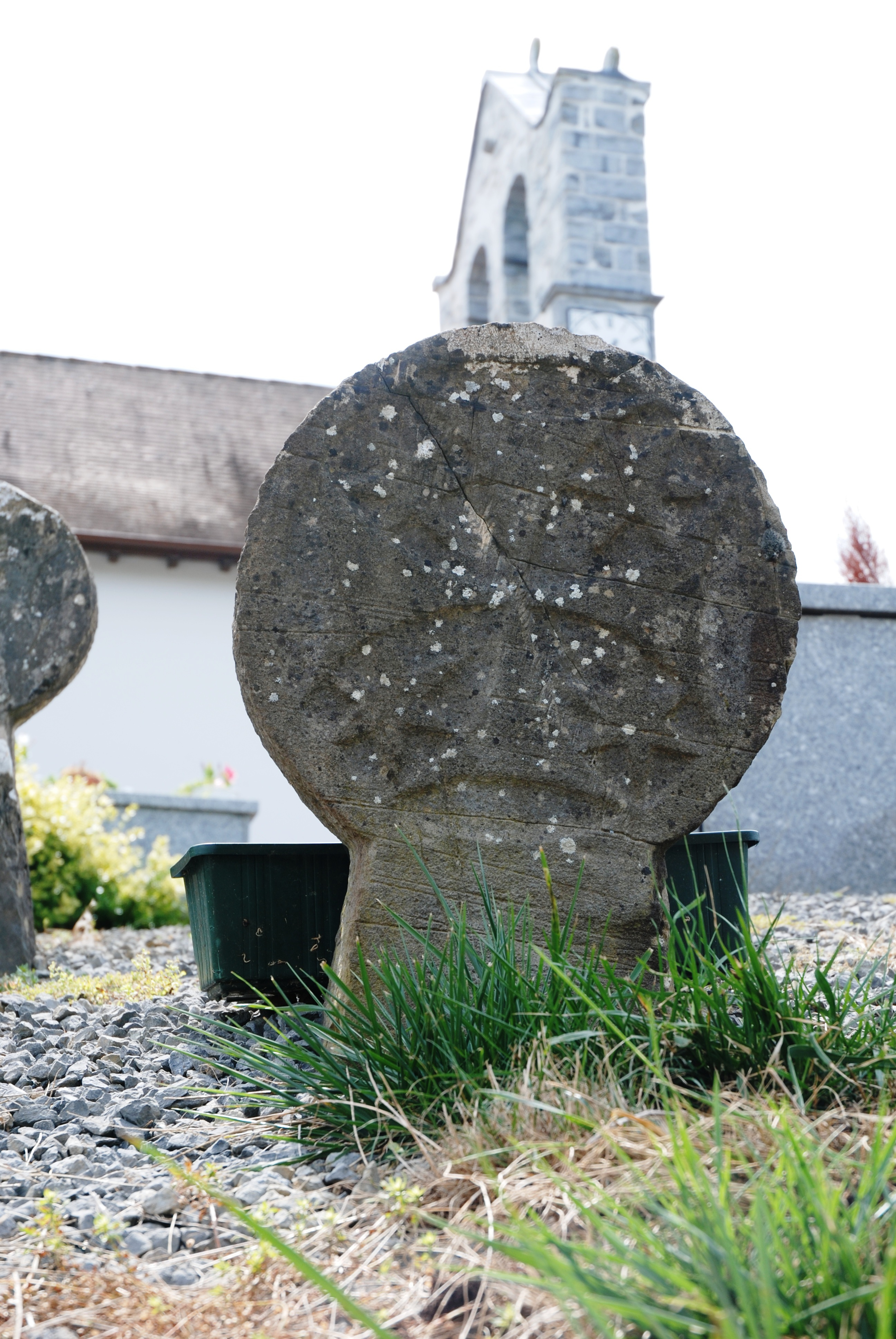
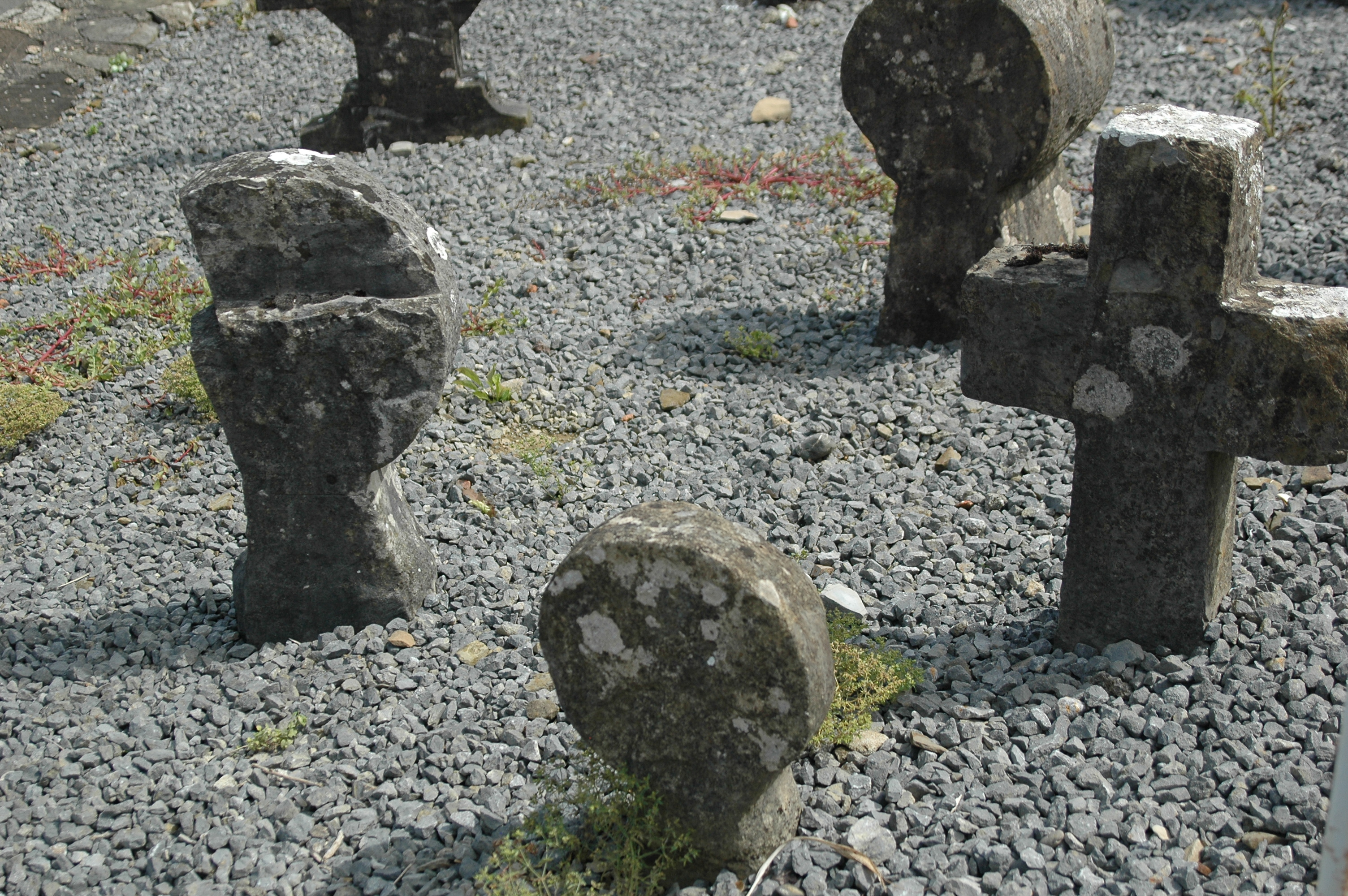
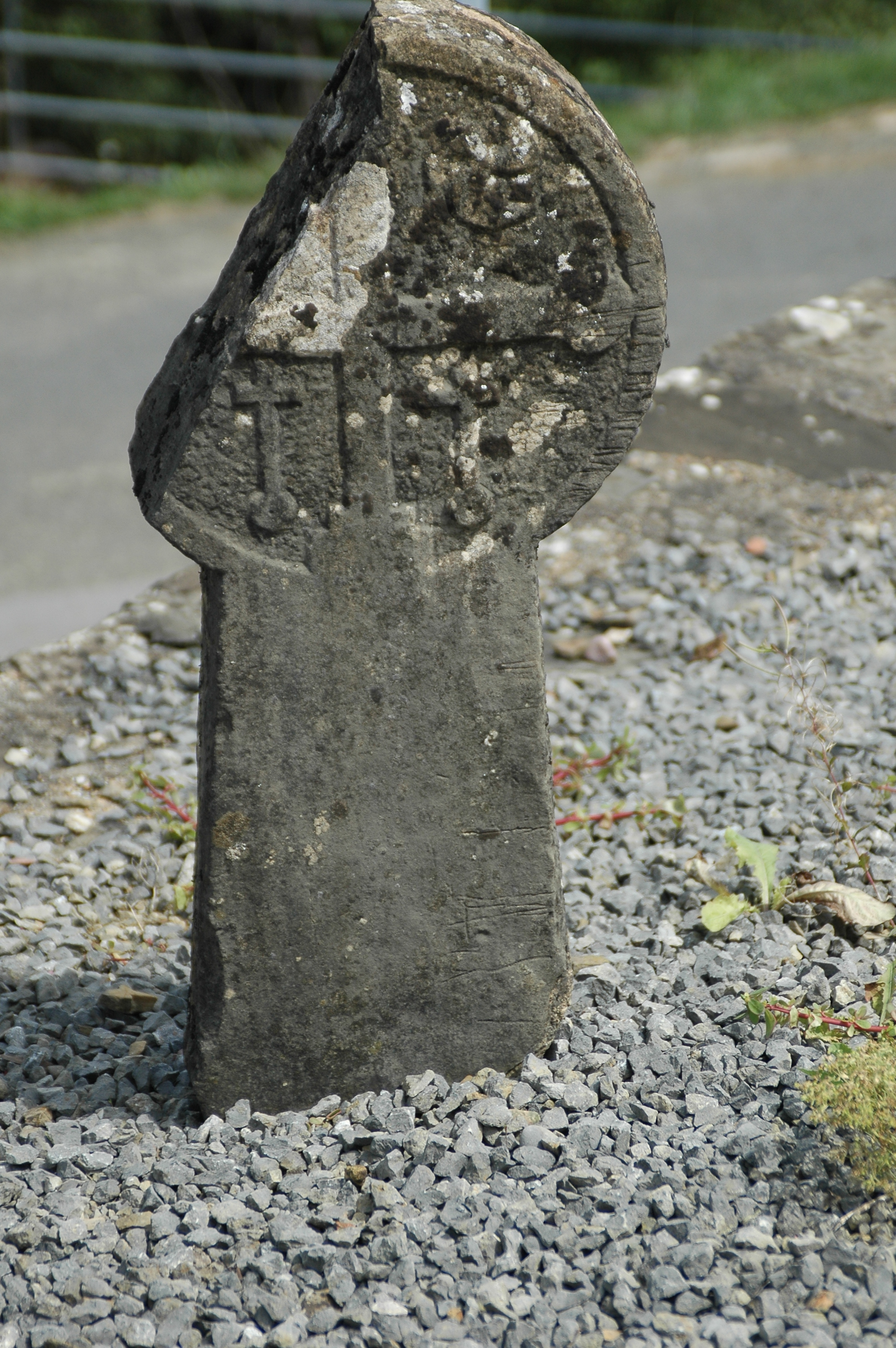
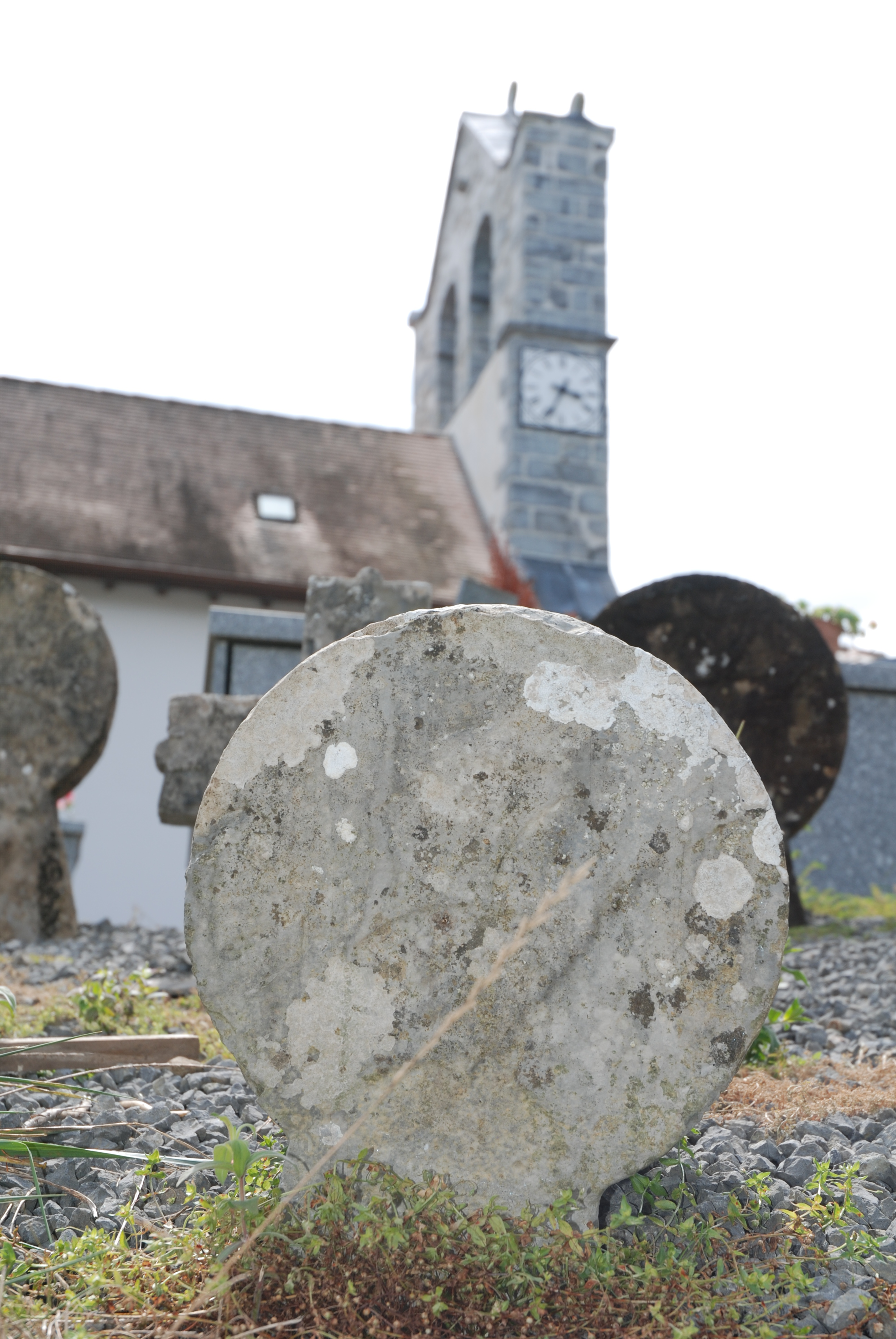
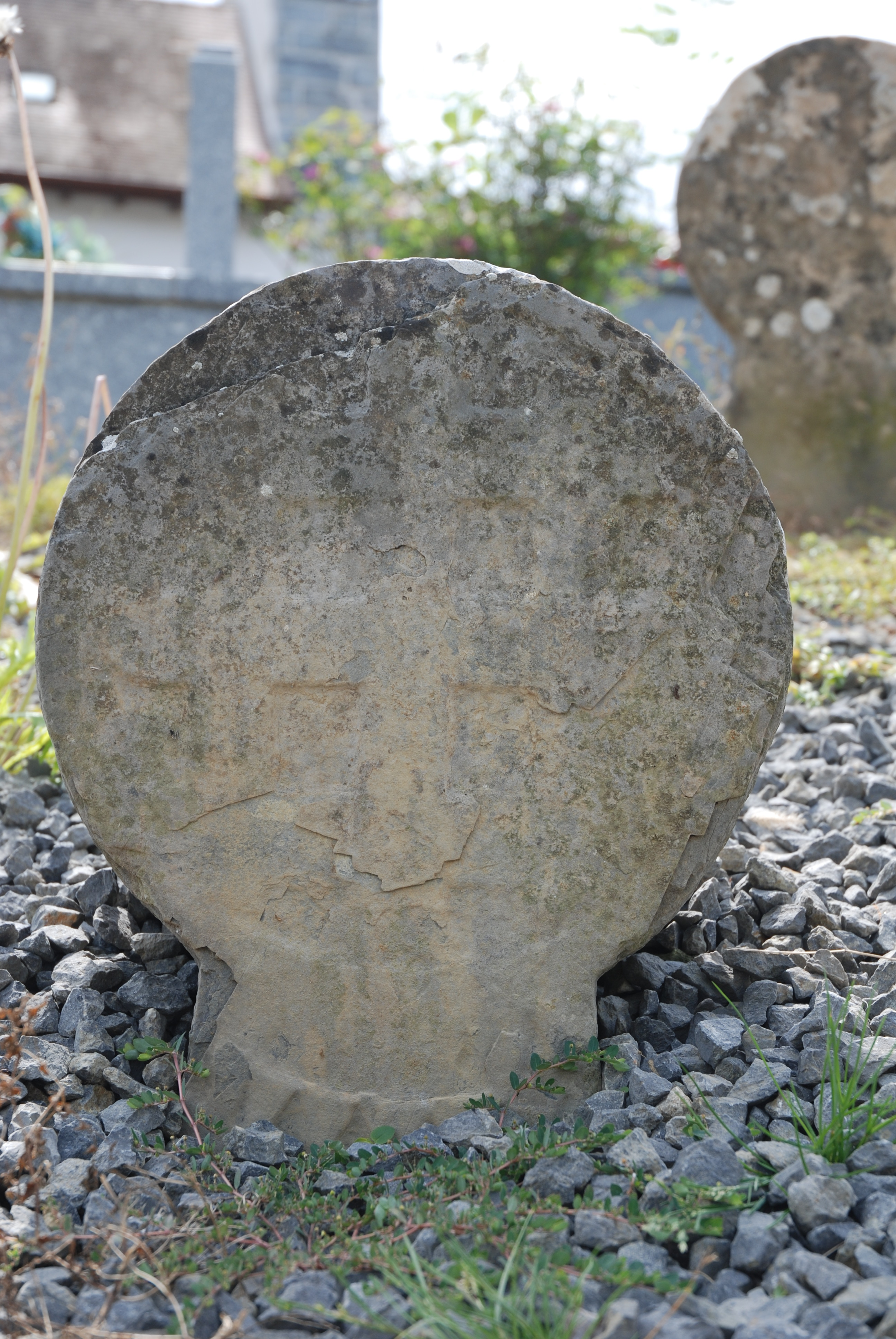
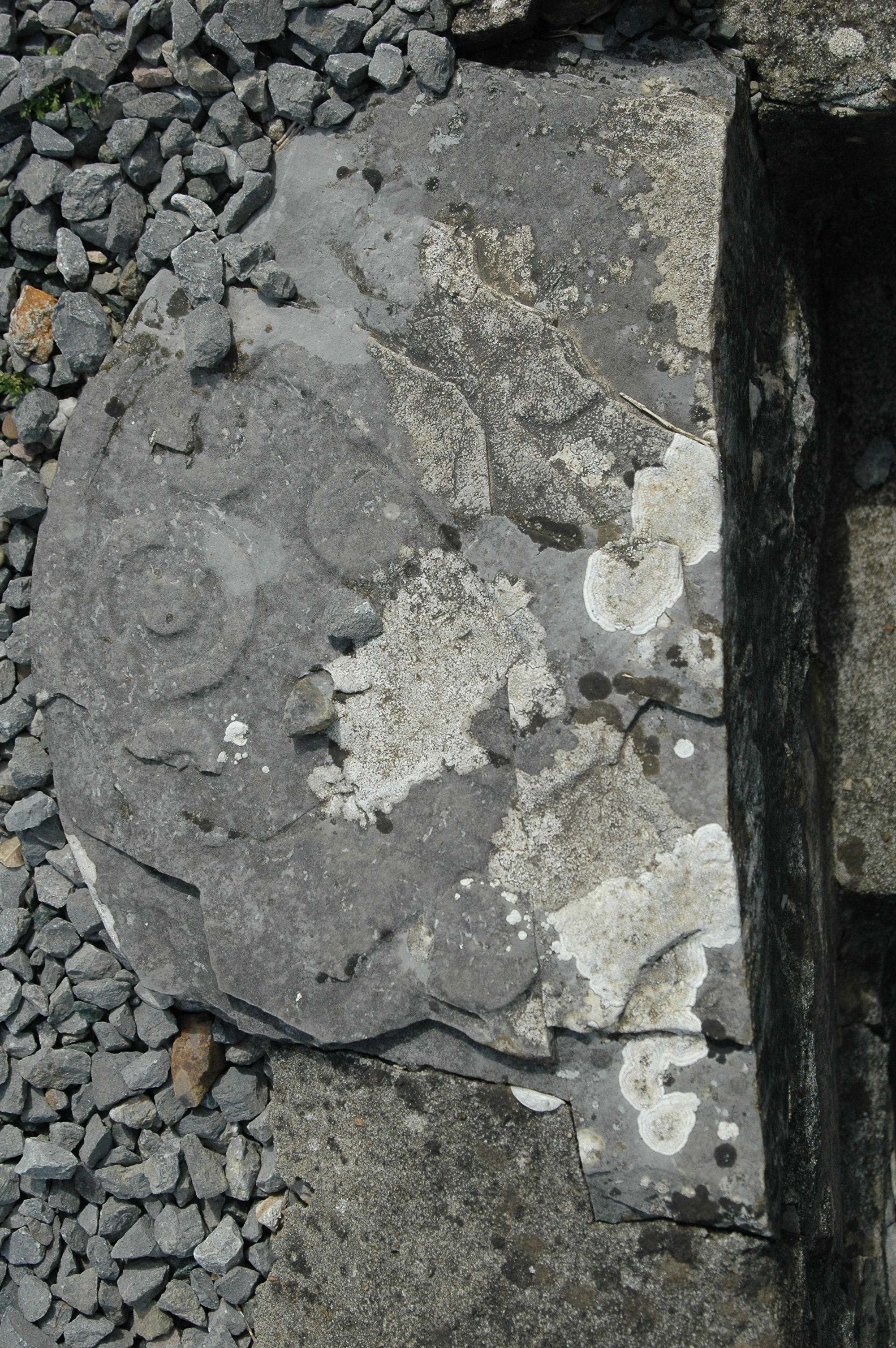
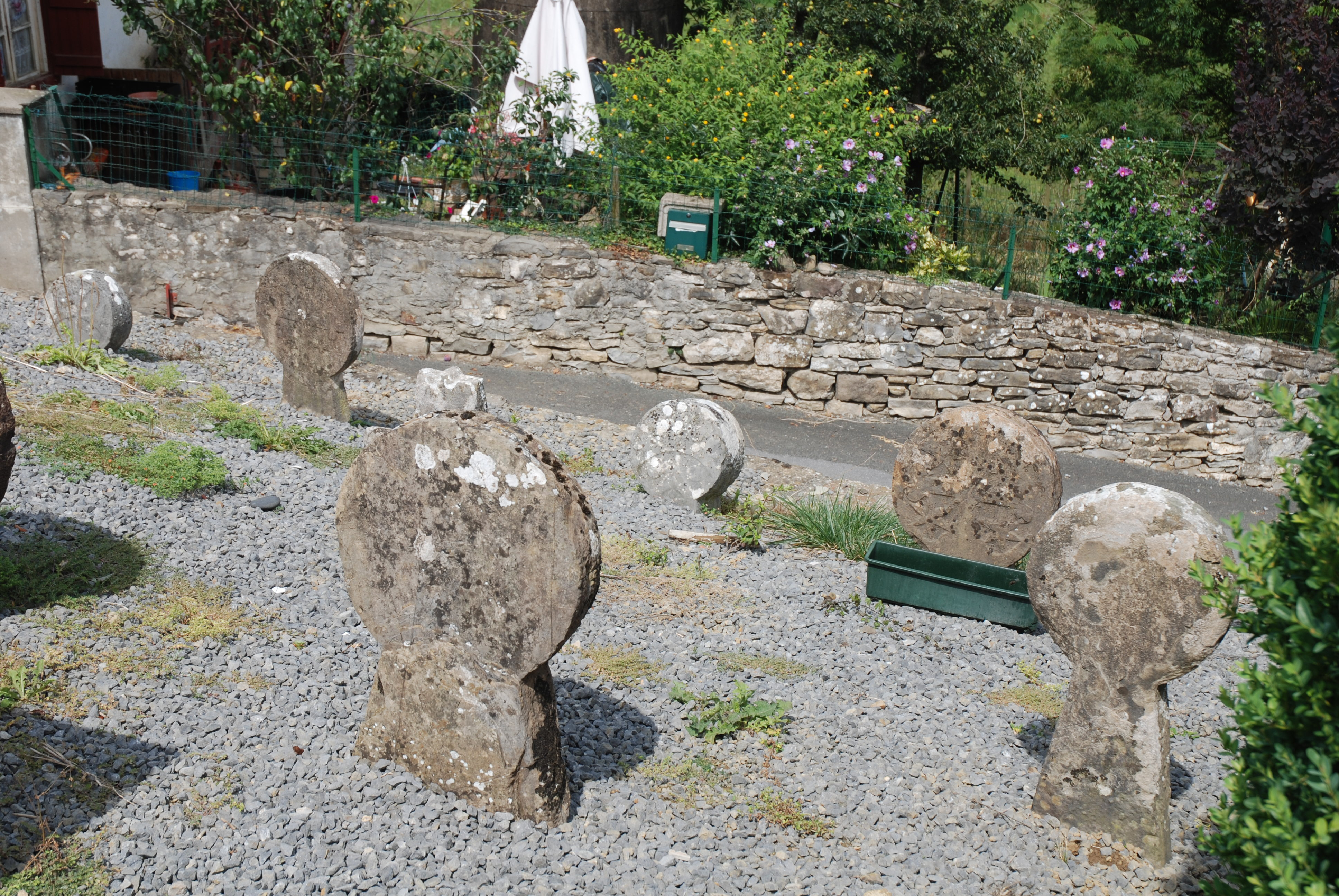
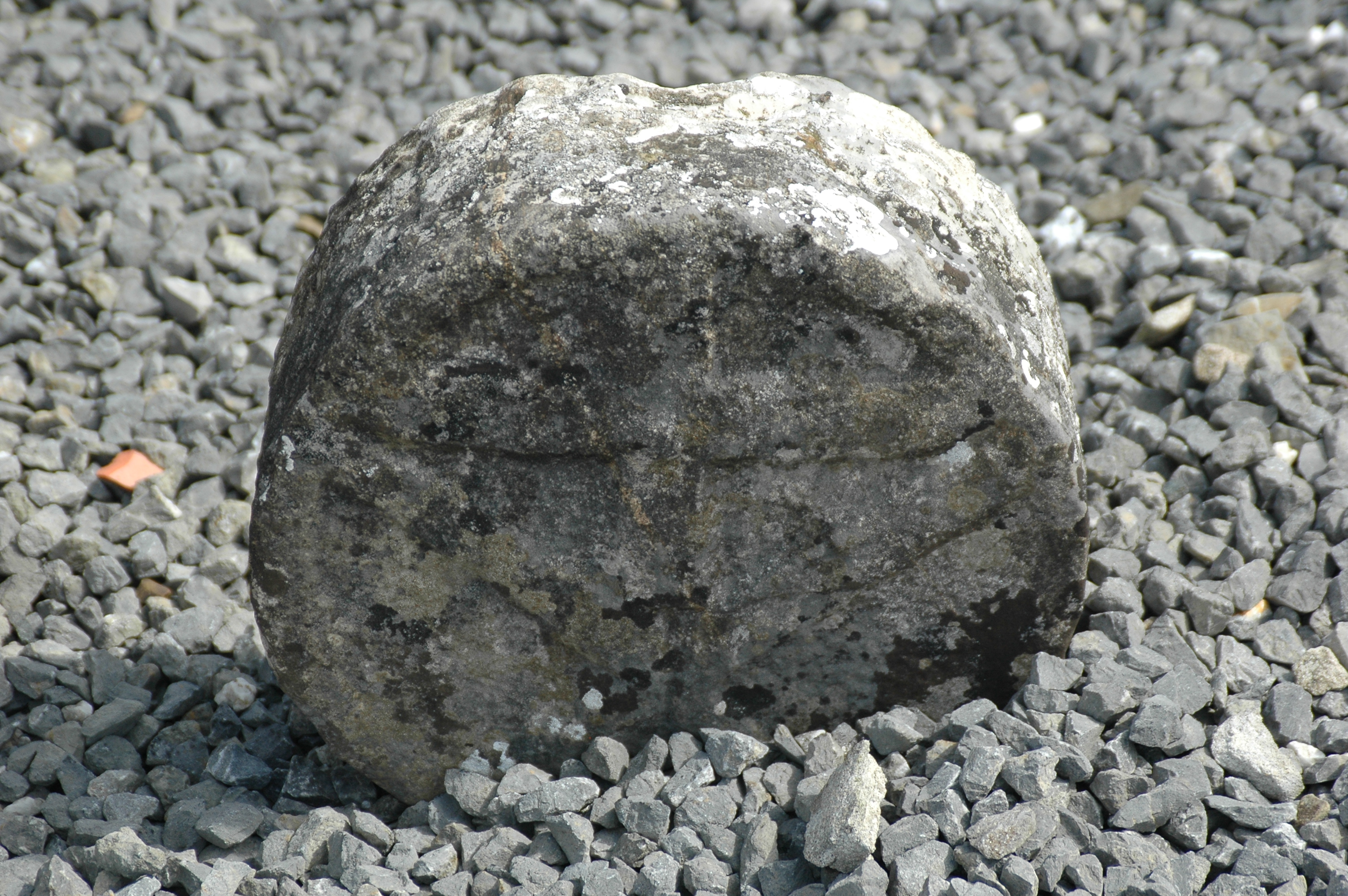
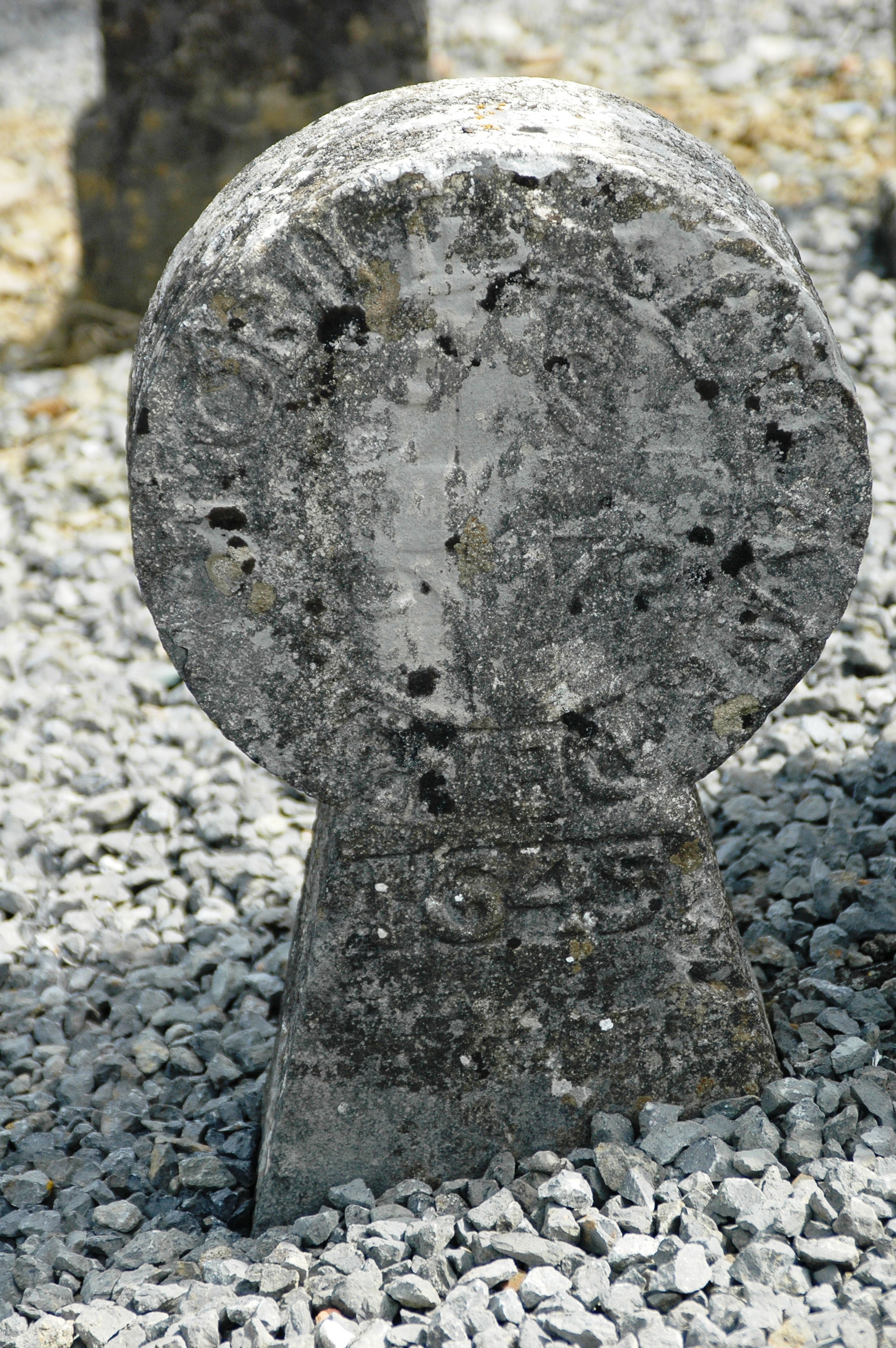

## Wirtschaft und Infrastruktur
Neben der traditionellen Landwirtschaft bestimmt auch der grüne Tourismus die Wirtschaft. 
Arhansus liegt in den Zonen AOC des Ossau-Iraty sowie der Schweinerasse und des Schinkens „Kintoa“. Der Ossau-Iraty ist ein traditionell hergestellter Schnittkäse aus Schafmilch und wird im Ort hergestellt.

### Verkehr
Arhansus ist angeschlossen über die Route départementale 702 und ist mit Linien des Busnetzes Transports 64 mit anderen Gemeinden des Départements verbunden.